# Fàlsafa

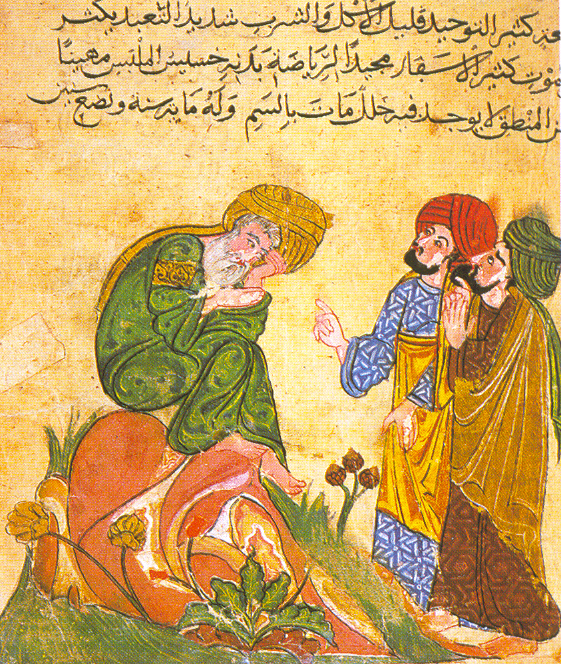
Sòcrates i dos deixebles, pàgina original dels manuscrits d'al-Mubàixxir.

Fàlsafa (àrab: فلسفة, falsafa, 'filosofia') designa, dins del pensament islàmic, el corrent i les escoles teològiques que es van centrar en les interpretacions de l'aristotelisme i el neoplatonisme. Aquest corrent va complementar i a vegades es va enfrontar al kalam, més purament teològic i sovint hostil al valor donat pels filòsofs a la raó.
Els mutazilites van ser, potser, els primers musulmans que van adoptar els mètodes filosòfics grecs per difondre llurs idees. Alguns dels seus adversaris van emprar els mateixos mètodes i el debat va donar pas al moviment filosòfic islàmic, basat en gran manera en la traducció a l'àrab de les obres filosòfiques i científiques gregues i en el seu estudi afavorit pel califa Al-Mamun (787-833).
El primer filòsof islàmic important va ser Al-Kindí (segle ix), que va intentar integrar els conceptes de la filosofia grega amb les veritats revelades de l'islam, que considerava superiors al raonament filosòfic. Igual que els posteriors filòsofs islàmics d'aquest període, va estar influït sobretot per les obres d'Aristòtil i pel neoplatonisme, que va sintetitzar en un únic sistema filosòfic. Al-Farabí va esdevenir, en el segle x, el primer filòsof islàmic que subordinà la revelació i la llei religiosa a la filosofia. Va sostenir que la veritat filosòfica és idèntica en tot el món i que les moltes religions existents són, en realitat, expressions simbòliques d'una religió universal ideal.
Al segle xi, Avicenna va aconseguir la més sistemàtica integració del racionalisme grec i del pensament islàmic, encara que fos a costa de diversos articles de fe ortodoxos, com ara la creença en la immortalitat personal i en la creació del món. També sostenia que la religió era filosofia, però amb un llenguatge metafòric que la fa acceptable per a les masses, incapaces de copsar les veritats filosòfiques en formulacions racionals. Aquests conceptes van provocar atacs contra Avicenna i contra la filosofia en general per part dels pensadors islàmics més ortodoxos i, sobretot, del teòleg al-Ghazalí, que, amb el seu llibre La destrucció dels filòsofs, va tenir molt a veure amb el declivi final de l'especulació racionalista en la comunitat islàmica. Averrois, filòsof i metge andalusí del segle xii, va defensar els conceptes aristotèlics i platònics contra al-Ghazalí i va arribar a ser el filòsof islàmic més important de la història d'Occident gràcies a la seva influència en l'escolàstica.